# 2521 Хайді
2521 Хайді (2521 Heidi) — астероїд головного поясу, відкритий 28 лютого 1979 року.
Тіссеранів параметр щодо Юпітера — 3,309.